# Camion-Transport
Die Camion-Transport AG Wil CT (Eigenschreibweise CAMION TRANSPORT AG) ist ein Schweizer Transport- und Logistikunternehmen mit Sitz in Wil im Kanton St. Gallen.

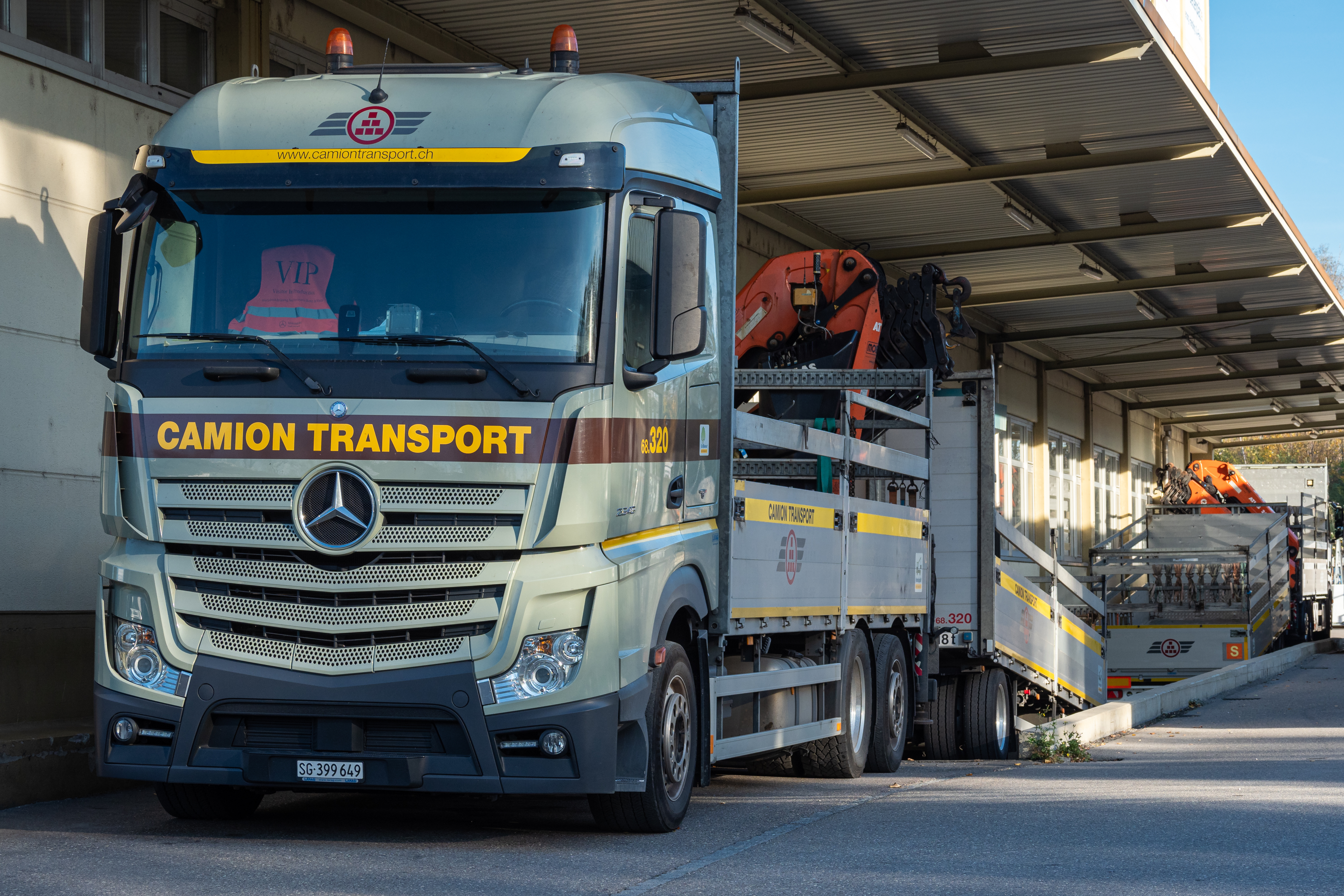
Mercedes-Benz Actros 2545 der Camion Transport

## Tätigkeitsgebiet
An 14 Standorten in der Schweiz werden rund 1400 Personen beschäftigt. Das Familienunternehmen verfügt über 610 Fahrzeuge und bearbeitet täglich rund 7500 Sendungen und Logistikaufträge. Eigentümerin des Unternehmens ist die Jäger Holding AG.
Die Leistungen umfassen den Transport von Stückgütern, Teil- und Wagenladungsverkehre und Gefahrguttransporte. Das Duale Transportsystem Schiene/Strasse ist flächendeckend umgesetzt. Rund zwei Drittel der Stückgutsendungen werden im Hauptlauf mit der Bahn transportiert. Logistikdienstleistungen sind Konfektionierung, Kommissionierung und Lagerhaltung sowie Lagerbewirtschaftung. Mit Value Added Services erbringt CT ergänzende Dienstleistungen für die Bewirtschaftung der Verkaufspunkte und Pflege der Regale (Rackjobbing). Dies in den Sparten Detailhandel, Gesundheitswesen und Industrie. CT ist im Besitz der Bewilligung zum Grosshandel mit Arzneimitteln.

## Geschichte
Das Unternehmen ist aus der 1925 in Wil gegründeten «Lagerhaus AG» entstanden.
Im Jahre 1975 erfolgte die Eröffnung der ersten Niederlassung in Genf. 1985 nahm CT als erstes Schweizer Strassentransportunternehmen einen Stückgutshuttle auf der Schiene in Betrieb. Fortan wurden die Sendungen zwischen den Standorten Wil und Genf mit der Bahn transportiert.
Das Unternehmen übernahm 1996 zusammen mit Planzer Transport und Galliker Transport das SBB-Tochterunternehmen Cargo Domizil. Damit erweiterte sich CT um drei Standorte in der Ost-, Nord- und Westschweiz und konnte die Transportgüter auf Hauptdistanzen systematisch auf die Schiene verlagern. Die Ablösung des eigenen Funknetzes durch ein IT-basiertes Flottenmanagementsystem erfolgte Ende der 1990er Jahre.
Der wachsende Verkehr auf den Schweizer Strassennetzen, die bevorstehende Einführung der Leistungsabhängigen Schwerverkehrsabgabe (LSVA) und der zunehmende Druck, Güter auf die Schiene zu verlagern, führten dazu, dass die Unternehmensleitung die Errichtung eigener bahngebundener Niederlassungen in den wirtschaftlich bedeutendsten Landesteilen vornahm.
Unter dem Label «Eco Balance by Camion Transport» fasst CT seine Aktivitäten im Bereich der Umwelt zusammen. Dieses Programm wurde mit dem Eco Performance Award 2012 ausgezeichnet.
Camion Transport, Planzer Transport, Galliker und Bertschi haben sich 2020 über die Swiss Combi AG mit 35 % an SBB Cargo beteiligt. Camion Transport hält 40 % der Swiss Combi-Aktien.